# David Schnaufer
David Schnaufer (Hearne, 28 settembre 1952 – Nashville, 23 agosto 2006) è stato un musicista statunitense.
Ha lavorato con Chet Atkins, The Judds, Mark Knopfler, Emmylou Harris e Johnny Cash. Cyndi Lauper è stata una sua allieva.

## Discografia
- Elysian Forest (con Mark O'Connor, 1988)
- Dulcimer Player Deluxe (SFL, 1989)
- Dulcimer sessions (SFL, 1992)
- Tennessee music box (Rivertime Records, 1996)
- Delcimore (The Orchard, 2000)
- Uncle Dulcimer (Delcimore Recordings, 2001)
- Appalachian Mandolin and Dulcimer:Music (Soundart Recordings, 2006)